# Hemswell Cliff
Hemswell Cliff – wieś w Anglii, w hrabstwie Lincolnshire, w dystrykcie West Lindsey. Leży 19 km na północ od Lincoln i 212 km na północ od Londynu.